# Ideale Flüssigkeit
Als ideale Flüssigkeit bezeichnet man in der Physik, Hydrostatik und Hydrodynamik die idealisierte Modellvorstellung einer Flüssigkeit. Obwohl dieses Modell eine starke Vereinfachung darstellt, lassen sich mit ihm bereits viele physikalische Prozesse verstehen und mathematisch beschreiben.
Wichtigste Eigenschaft einer idealen Flüssigkeit ist, dass sie nicht viskos ist, d. h. keinerlei innere Reibung {\displaystyle \eta } bzw. {\displaystyle \mu } aufweist:
{\displaystyle \eta =0\Leftrightarrow \mu =0}
Aufgrund dieser Reibungslosigkeit geht in der idealen Flüssigkeit keine Energie mechanisch verloren, dagegen wird in realen Flüssigkeiten durch Reibungskräfte Energie in Wärme umgewandelt.
Außerdem übt eine ideale Flüssigkeit keine Widerstände gegen Formveränderungen aus und kann daher als ideal flüssig im Gegensatz zum starren Körper angesehen werden, der sich jeder Formveränderung widersetzt.

## Weitere Eigenschaften
Bis auf die innere Reibungslosigkeit der Flüssigkeitsmoleküle sind die Eigenschaften idealer Flüssigkeiten nicht einheitlich definiert. Folgende definierenden Eigenschaften können bei idealen Flüssigkeiten zusätzlich gelten:
- Inkompressibilität
- keine Wärmeleitfähigkeit
- keine Oberflächenspannung
- Schwerelosigkeit.

## Gesetzmäßigkeiten
In ruhenden idealen Flüssigkeiten herrscht bei vernachlässigbarer Volumenkraft (z. B. Schwerkraft) überall der gleiche hydrostatische Druck. Wird auf eine ideale Flüssigkeit (in einem ringsum geschlossenen Behälter) über einen beweglichen Kolben mit der Fläche {\displaystyle A} durch eine Kraft {\displaystyle F} ein Kolbendruck ausgeübt, so breitet sich dieser Druck {\displaystyle p} im inneren und nach allen Seiten hin gleichzeitig und gleichmäßig aus. Es gilt
{\displaystyle p={\frac {F}{A}}}
Wegen der ruhenden Flüssigkeit übt der Druck auf jede Grenzfläche eine orthogonale Kraft aus, die dem Flächeninhalt proportional ist.